# Swinhoes menievogel
De Swinhoes menievogel (Pericrocotus cantonensis) is een zangvogel uit de familie Campephagidae (rupsvogels). Deze vogel is genoemd naar zijn auteur, de Britse natuuronderzoeker Robert Swinhoe. 

## Verspreiding en leefgebied
Deze soort broedt in centraal en zuidoostelijk China en trekt na de broedtijd naar Zuidoost-Azië.

## Status
De grootte van de populatie is niet gekwantificeerd maar de soort wordt omschreven als schaars tot plaatselijk algemeen. Op de Rode lijst van de IUCN heeft deze soort de status niet bedreigd.